# Gonatidae
Die Gonatidae sind eine Familie kleiner Tiefseekalmare. Es sind ungefähr 19 Arten in vier Gattungen bekannt, die hauptsächlich in der borealen Zone des Pazifischen Ozeans vorkommen. Mindestens eine Art lebt jedoch in antarktischen Gewässern und zwei weitere Spezies im Nordatlantik.

## Beschreibung
Aus morphologischer Sicht sind sich die Arten der Familie Gonatidae alle relativ ähnlich: Alle Spezies werden durch die Saugnäpfe an ihren Armen charakterisiert, die in vier statt wie sonst in zwei Reihen angeordnet sind. Die Saugnäpfe der medialen Reihen der meisten Arten sind dabei zu Haken umgebildet und die Fangarmenden, die unregelmäßig mit kleinen Saugnäpfen übersät sind, können auch mit einem größeren zentralen Haken ausgestattet sein. Bei Berryteuthis magister besitzen beispielsweise nur die Weibchen Haken, während den ausgewachsenen Mitgliedern der Gattung Gonatus die Fangarme völlig fehlen.
Nur eine Art, Gonatus pyros, besitzt Leuchtorgane, diese befinden sich am ventralen Rand der Augen.
Die Tintenfische haben typischerweise einen muskulösen, zylindrischen Körper mit sehr weicher roter bis purpurner Haut. Die Arme sind dick und ihre Flossen variieren in Größe und Form, von pfeilartig und halb so lang wie der Mantel bis zu nierenförmig und ein Drittel der Mantellänge. Die Tiere sind zwischen 11 und 40 cm groß, die meisten sind allerdings kleiner als 25 cm. Weibchen werden dabei etwas größer als Männchen.

## Lebensweise
Die Kalmare leben im Pelagial am Rande des Kontinentalschelfs, manche Arten sogar bis in 4.500 Meter Tiefe. Ihre Gewohnheiten sind kaum erforscht, aber es wird vermutet, dass sie tageszeitenabhängige Wanderungen anstellen: Tagsüber bleiben sie in den dunkleren Tiefen der Ozeane während sie nachts an die Oberfläche kommen, um das Sternenlicht zur Nahrungssuche zu nutzen. Eine Spezies (Gonatopsis octopedatus) jedoch hat merkwürdig geschwungene Arme, was eine Zugehörigkeit zum Benthos am Tiefseeboden suggeriert.
Über die Fortpflanzung der Arten der Familie Gonatidae ist nicht sehr viel bekannt. Von anderen Kalmaren weiß man, dass sie ihre Eier auf dem Meeresboden ablegen und sie sich selbst überlassen. Im Monterey Canyon in der Monterey Bay, Kalifornien, hat man jedoch fünf Weibchen der Art Gonatus onyx beobachten können, die einen Eisack mit ca. 2.000 bis 3.000 sich entwickelnden Eiern hinter sich her zogen. Allerdings kann man noch nicht sagen, ob dieses Verhalten auch bei anderen Arten der Familie ausgeprägt ist.
Die Tiere ernähren sich sowohl von benthisch als auch von pelagisch lebenden Arten, darunter kleinere Fische, wie Panzerwangen aus der Überfamilie Cottoidea und Köhler, Krebstiere, wie Flohkrebse und Krill und auch andere Kalmare. Kannibalismus wurde ebenfalls beobachtet.
Viele Walarten gehören zu den Fressfeinden der Gonatidae, so auch Schwarzwale, Grindwale, Weißflankenschweinswale und Pottwale. Andere Jäger sind Meeresvögel, der Nördliche Seebär, See-Elefanten und größere Fische, wie Grenadiere, Heilbutte und Lachse. In der Antarktis ernähren sich Weddellrobben, der Neuseeländische Seebär, Albatrosse und Pinguine von Gonatus antarcticus.

## Arten
- Gattung Berryteuthis
  - Berryteuthis anonychus
  - Berryteuthis magister
    - Berryteuthis magister magister
    - Berryteuthis magister nipponensis
    - Berryteuthis magister shevtsovi
- Gattung Eogonatus
  - Eogonatus tinro
- Gattung Gonatopsis
  - Gonatopsis borealis
  - Gonatopsis japonica
  - Gonatopsis makko
  - Gonatopsis octopedatus
  - Gonatopsis okutanii (?)
- Gattung Gonatus
  - Gonatus antarcticus
  - Gonatus berryi
  - Gonatus californiensis
  - Gonatus fabricii
  - Gonatus kamtschaticus
  - Gonatus madokai
  - Gonatus onyx
  - Gonatus oregonensis
  - Gonatus pyros
  - Gonatus steenstrupi
  - Gonatus ursabrunae

Die Einordnung der mit einem Fragezeichen versehenen Art ist noch umstritten.

## Bilder

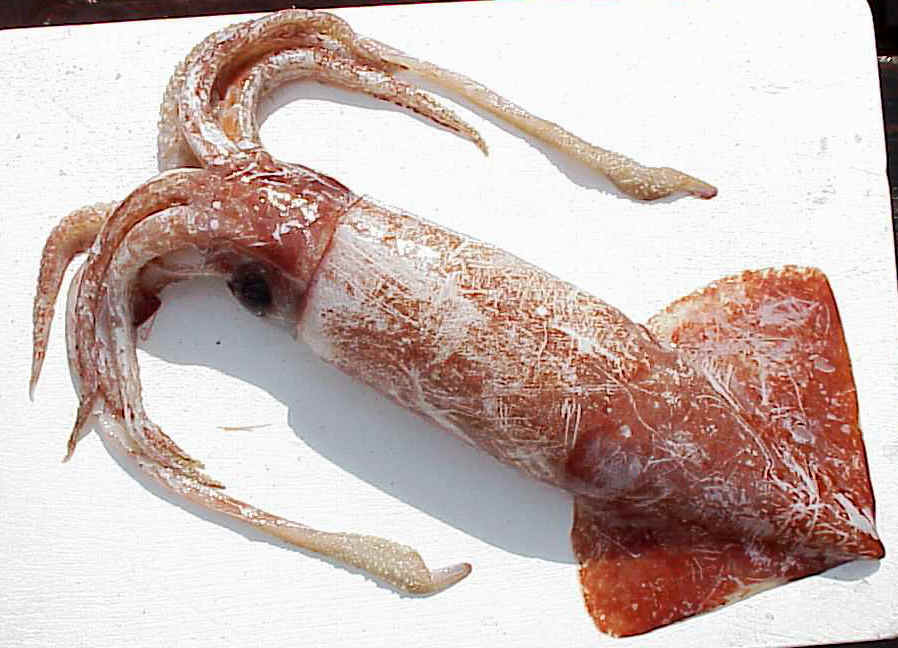
Berryteuthis magister
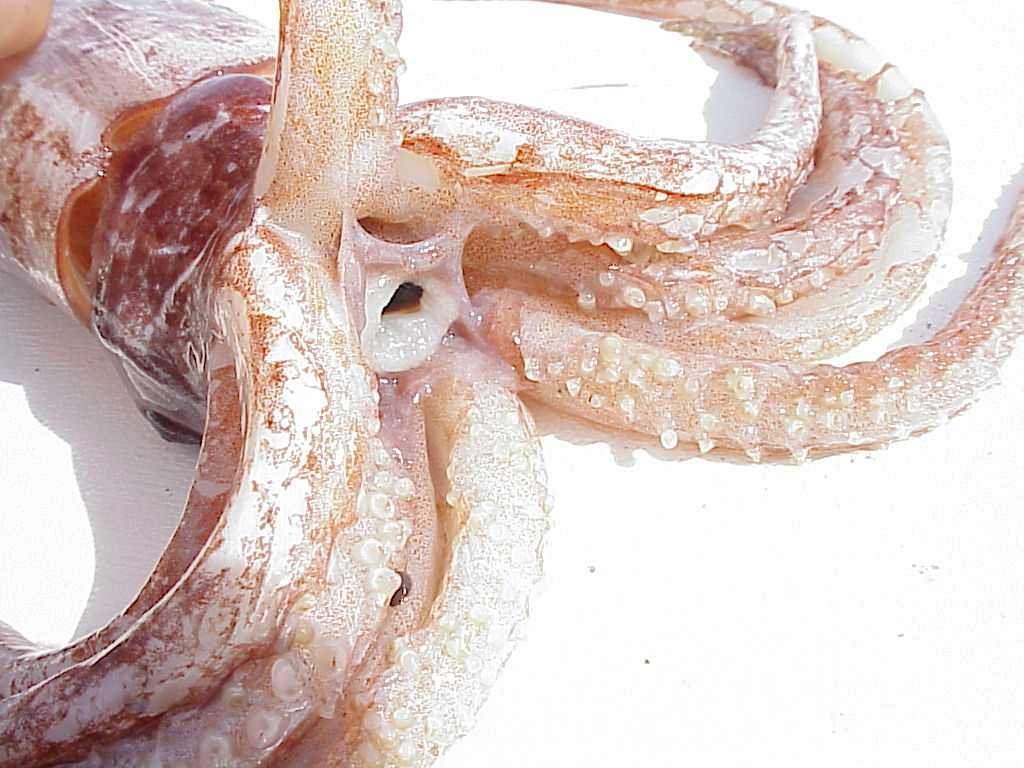
Berryteuthis magister, Mundöffnung
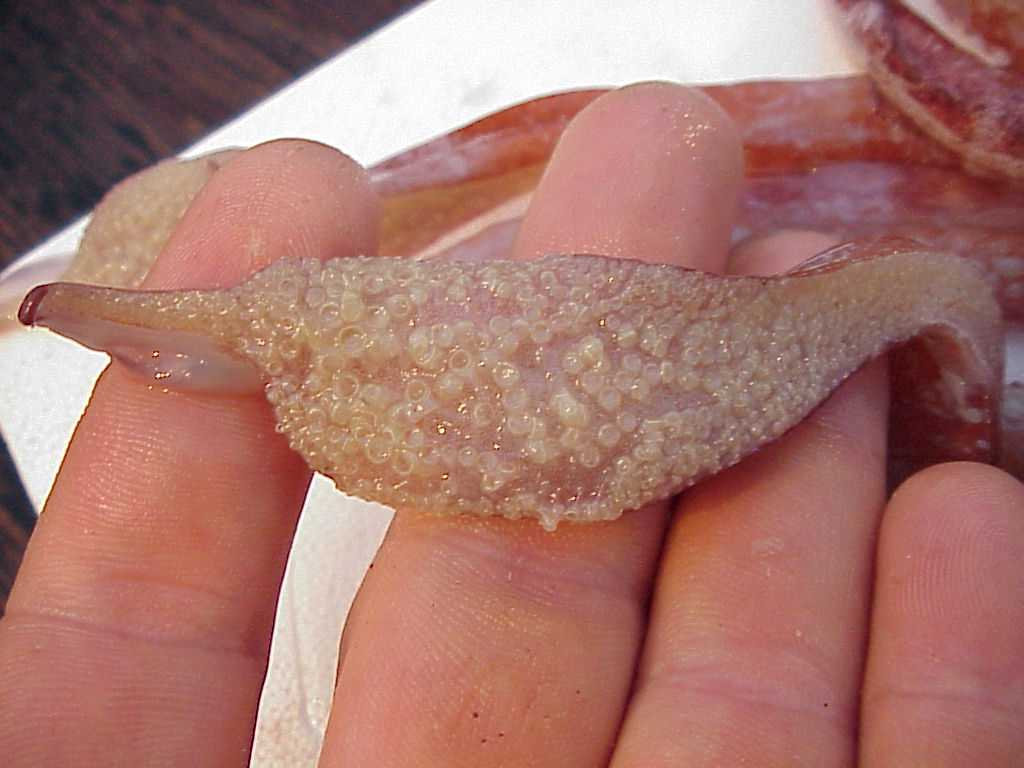
Berryteuthis magister, Fangarm
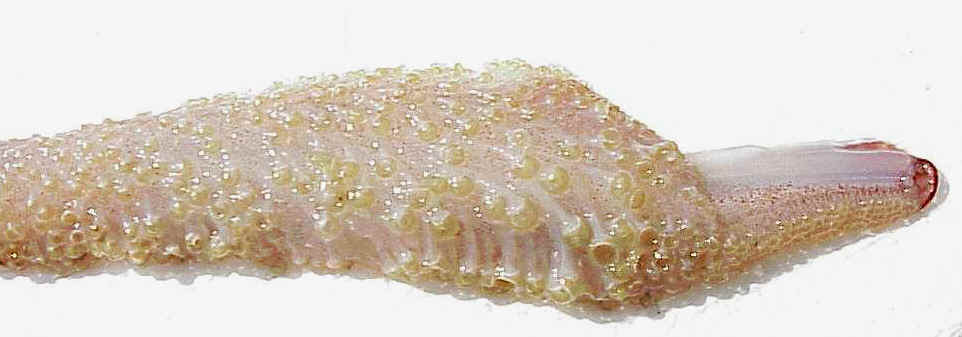
Berryteuthis magister, Fangarm